# Geogel
Geogel (ungarisch Kisgyógypatak) ist ein Dorf im Kreis Alba in Rumänien. Es ist Teil der Gemeinde Ponor.
Der Ort ist auch unter den rumänisch veralteten Bezeichnungen Valea Geogelului, Valea-Geoăgelului und Valea Geoagelului bekannt.

## Geographische Lage

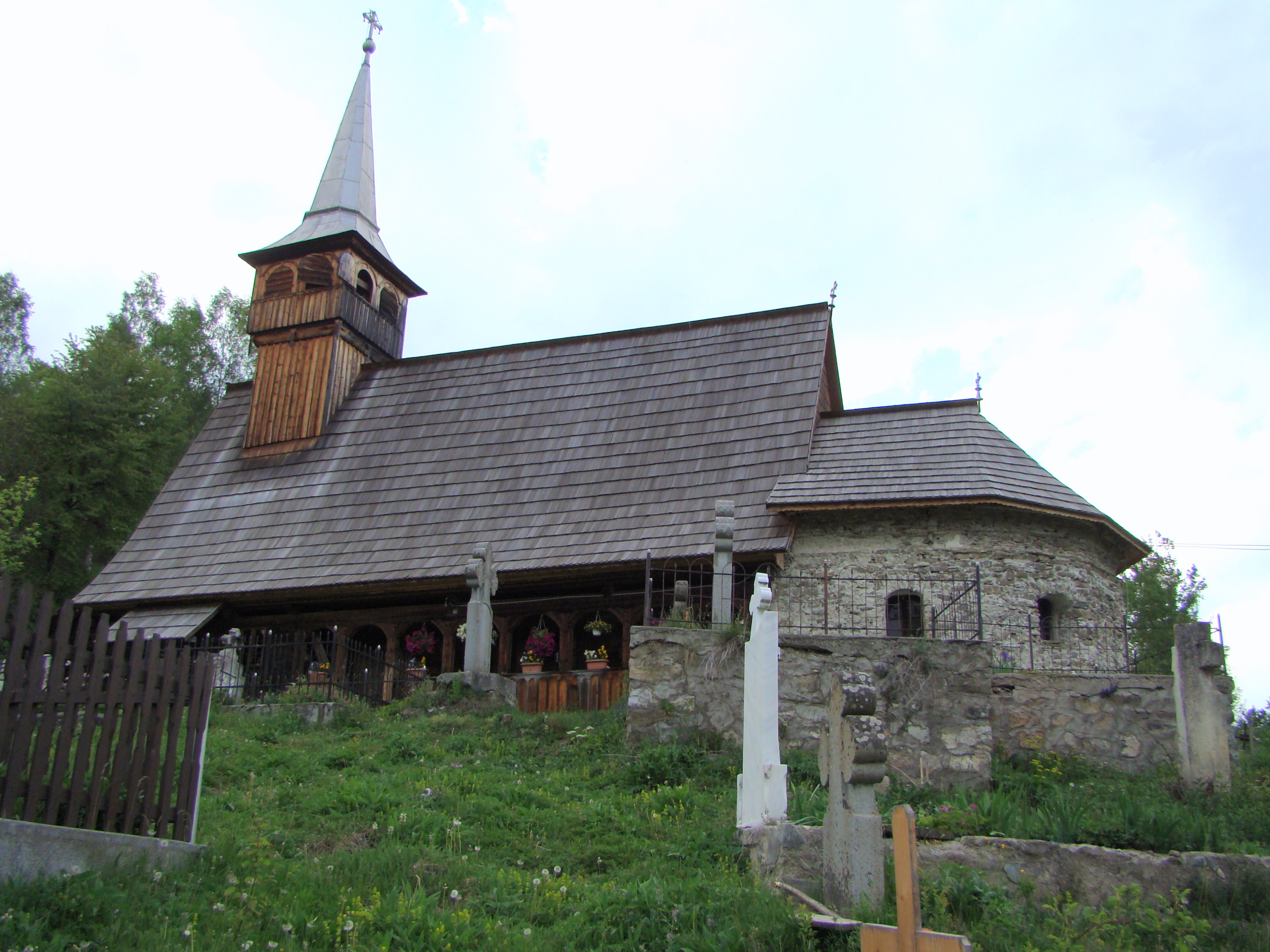
Kirche in Geogel

Geogel liegt im Westen Siebenbürgens am Übergang zwischen dem Siebenbürgischen Erzgebirge (Munții Metaliferi) und dem Trascău-Gebirge. Das Dorf befindet sich an einem gleichnamigen Bach, der ein linker Zufluss des Geoagiu ist. Die Kreishauptstadt Alba Iulia liegt ca. 30 Kilometer (Luftlinie) südöstlich entfernt.

## Geschichte
Der Ort wurde nach verschiedenen Angaben 1770 erstmals urkundlich erwähnt.

## Bevölkerung
Die Einwohnerzahl hat seit der ersten offiziellen Erhebung im Jahr 1956 (damals 475) deutlich abgenommen. 1977 wurden außer den 382 Rumänen noch zwei Ungarn und sieben Roma registriert. Die jetzt nur noch 149 Einwohner des Ortes (Stand 2002) bezeichnen sich durchweg als Rumänen.

## Wirtschaft
Die Bewohner leben von der Vieh-, weniger von der Landwirtschaft. Der Ort ist – wie die meisten der Umgebung – aufgrund der schlechten wirtschaftlichen Voraussetzungen und wegen der abgeschiedenen Lage von starker Abwanderung betroffen.

## Verkehr
Geogel befindet sich an der unbefestigten Kreisstraße (Drum județean) DJ 107I Aiud–Abrud. Öffentliche Verkehrsmittel berühren den Ort nicht.

## Sehenswürdigkeiten
- Im Dorf gibt es eine Holzkirche Sfânții Arhangeli („Heilige Erzengel“) aus dem Jahr 1751 und steht unter Denkmalschutz.[5] Sie wurde 1856 im Inneren gemalt. Der Steinaltar stammt von 1840.
- Von touristischem Interesse ist die landschaftlich reizvolle Lage. Am südlichen Rand des Gemeindegebietes liegt die Talschlucht Cheile Geogelului.[6]
- Im Ort befinden sich noch mehrere strohgedeckte Häuser, die heute allerdings nicht mehr zu Wohnzwecken genutzt werden.